# Ringenes Herre - De to Tårne (film)
Ringenes Herre – De to Tårne, fra 2002, er den anden film i Peter Jacksons filmtrilogi baseret på Ringenes Herre af J.R.R. Tolkien.

## Medvirkende
- Elijah Wood som Frodo
- Sean Astin som Sam
- Dominic Monaghan som Merry
- Billy Boyd som Pippin
- Viggo Mortensen som Aragorn
- Liv Tyler som Arwen
- Ian McKellen som Gandalf
- Orlando Bloom som Legolas
- Craig Parker som Haldir
- John Rhys-Davies som Gimli
- Christopher Lee som Saruman
- Brad Dourif som Grima Wormtongue
- David Wenham som Faramir
- Sean Bean som Boromir
- Cate Blanchett som Galadriel
- Hugo Weaving som Elrond
- John Noble som Denethor
- Bernard Hill som Theoden
- Miranda Otto som Eowyn
- Karl Urban som Eomer
- Andy Serkis som Gollum